# Bactéria endofítica
Bactérias endofíticas são microrganismos que habitam o interior de plantas (diferindo assim, das epífitas), colonizando-as sem causar a elas alterações morfológicas e fisiológicas (diferindo-se de patógenos biotróficos). Existindo distinção entre bactérias fixadoras de nitrogênio, bactérias endofíticas que vivem em simbiose com as plantas formando nódulos e fungos micorrízicos. Ainda está em estudo a importância destes microrganismos e os papeis que desempenham junto às plantas. Alguns trabalhos recentes vêm encontrando importantes funções na promoção de crescimento, podendo produzir hormônios; fosfatases; fixar nitrogênio; produzir alcaloides (que garantem à planta, menor palatabilidade e maior nocividade - resultando num mecanismo natural de combate à herbivoria); além de antibióticos e outros metabólitos secundários de interesse farmacológico; podem servir como bioindicadores de vitalidade; têm sido usados como agentes de controle biológico de pragas e doenças, como bioherbicidas; além de poderem ser usados na biorremediação de solos contaminados com poluentes; ou ainda, como vetores para introdução de genes em plantas hospedeiras.

## Bioprospecção
É relevante importância ressaltar que algumas bactérias, que habitam o interior de plantas podem se tornar patógenos em algum momento de oportunismo, com a fragilidade dos mecanismo de defesa da planta. Portanto na bioprospecção que se considera todas bactérias que habitam o interior de plantas até então sadias, podem conter também patógenos. Por exemplo:
Uma metodologia proposta na literatura (Fitobacteriologia) e adaptada por (Bulhões et al., 2009) é de:
1. Prosseguir lavagem vigorosa dos órgãos, sementes, segmentos vegetativos... antes de iniciar a desinfecção superficial, em câmara de fluxo laminar previamente esterilizada sob efeito da radiação U.V. (20 minutos) e álcool 70% (3 partes de água destilada esterilizada para 7 partes de álcool absoluto ou próximo).
2. Mediar pesagem do fragmento à sofrer a bioprospecção (para efeito de cálculo da quantidade de unidades formadoras de colônia, representado em UFC/g de tecido fresco).
3. Imersão da parte do vegetal em álcool 50% por 30 segundos (com objetivo de aumentar a eficiência da desinfecção superficial e quebrar a tensão superficial do tecido junto ao hipoclorito de sódio).
4. Transferir o material com uma pinça flambada e esfriada em câmara de fluxo.
5. Imersão em hipoclorito de sódio (1%) de 1'30" (um minuto e 30 segundos) até 3' (3 minutos) ou mais (esse tempo necessita ser adaptado de acordo com a tenacidade, resistência do material, idade, local de origem...), de modo que raízes necessitam de maior tempo de imersão. Haja vista que estiveram em contato íntimo com o solo, que é grande fonte de carga e diversidade microbiana.
6. Transferir o material com uma pinça flambada e esfriada em câmara de fluxo.
7. 3 Lavagens seguidas em água destilada esterilizada (H2O D.E.) (prosseguindo transferência do material com uma pinça flambada e esfriada em câmara de fluxo de uma água para outra).
8. Uma alíquota de 100 ml da ultima lavagem em água destilada esterilizada deve ser tomada e semeada em meio de cultivo tipo TSA (com adição de fluconazol, para evitar crescimento de fungos) ou outros com o auxilio de uma alça de drigalski, como prova em branco. Caso cresça algo nesta placa, entende-se que a desinfecção não foi eficiente em uma ou mais etapas do processo.
9. Macerar em 10 ml (pode variar de acordo com o volume ou natureza do material, sendo valor anotado para efeito de cálculo) com auxilio de cadinho e pistilo esterilizado.
10. Semear 100 ml do macerado em 3 placas (diluição 10^0 em 3 repetições).
11. Fazer diluição seriada do macerado para plaquear (10^1, 10^2, 10^3... de acordo com a densidade da população dos microrganismos que venham a ser encontrados. Daí a necessidade de adaptação da metodologia de acordo com cada planta e condição).